# Битва при Медина-де-Риосеко
Битва при Медина-де-Риосеко — одно из сражений между армиями Испании и Франции в ходе Пиренейских войн, которое состоялось 14 июля 1808 года на территории Испании, близ населённого пункта Медина-де-Риосеко, который в настоящее время входит в провинцию Вальядолид в составе автономного сообщества Кастилия и Леон.

## Перед битвой

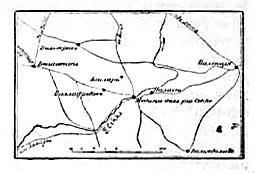
Карта местности из «ВЭС»

В июле 1808 года главнокомандующий испанскими войсками в северо-западной Испании Григорио Гарсия да ла Куэста собирал армию в Бенавенте; генерал Хоакин Блейк с 25 тысячами солдат стоял близ Асторги. Ближайшие французские части, маршала Жана-Батиста Бессьера (15 000 человек), находились в Паленсии.
Желая разобщить французские войска, расположенные в Португалии и в Южной Испании, от войск, действовавших на северо-востоке Пиренейского полуострова, Куэста, притянув к себе Блэйка, 10 июля выступил с 22-тысячной армией к Паленсии. Узнав о движении Куэсты, Бессьер двинулся из Паленсии к нему навстречу. Противники встретились у Медина-де-Риосеко, где и произошло сражение.

## Ход сражения
С рассветом 14 июля французы выступили из Паласиос-де-Кампоса в Медина-де-Риосеко, который с восточной стороны окружен рядом возвышенностей. Два холма, отдельно выдаваясь вперед, круто спускаются к востоку и разделяются оврагом, по которому проходит дорога из Паласиоса к Медина-де-Риосеко; сзади овраг прикрыт небольшими холмами, за которыми в северо-западном направлении тянется ряд других возвышенностей.

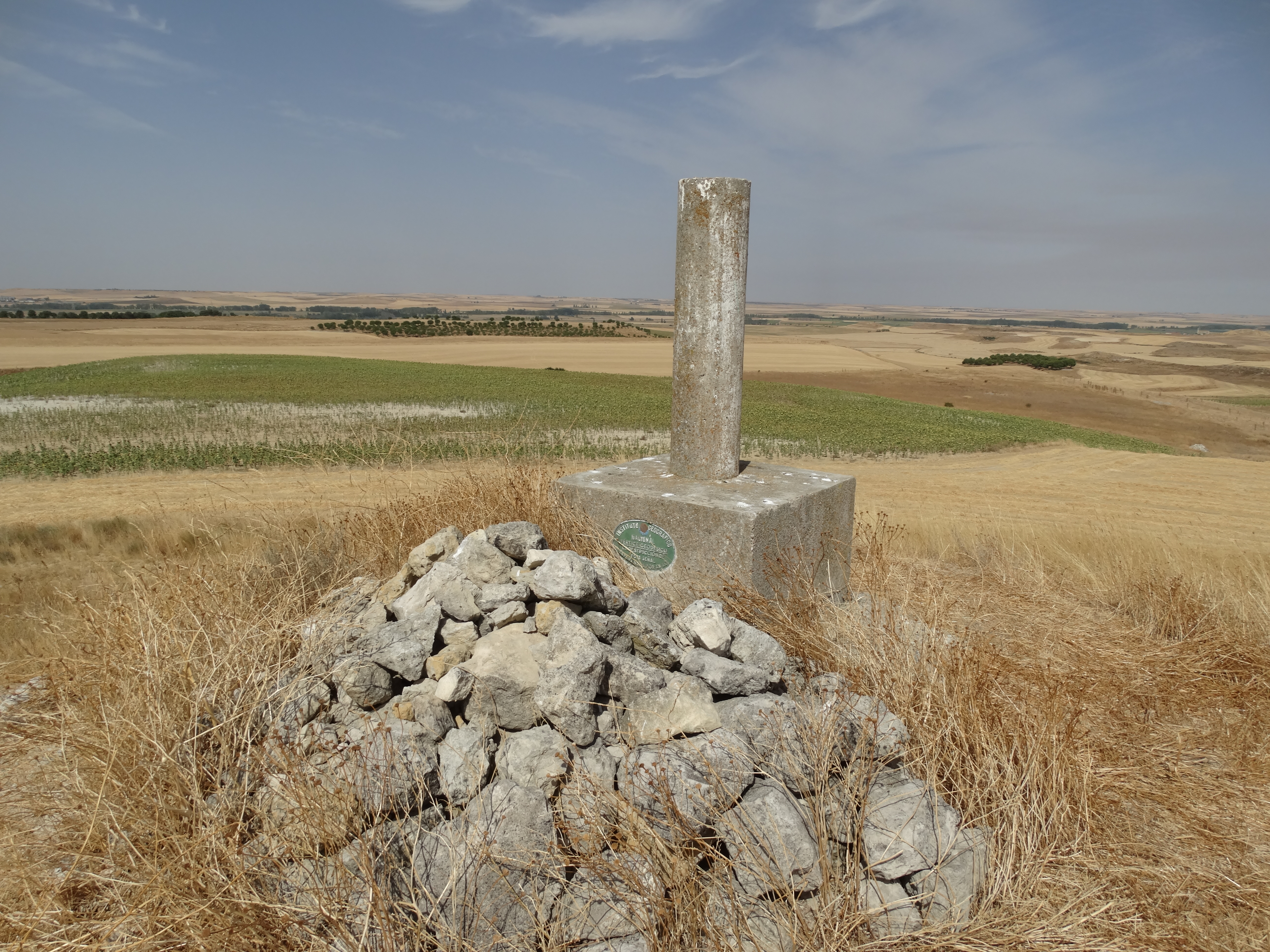
Место сражения в наши дни

14 июля авангард Куэсты из семи батальонов занял передовой холм, у подошвы которого расположилось несколько эскадронов кавалерии. Главные силы Куэсты следовали сзади в значительном отдалении. Подойдя к расположению испанского авангарда, французы убедились в необходимости вытеснить его до подхода основных неприятельских сил. Кавалерии генерала Лассаля было поручено обойти левый фланг испанского авангарда, тогда как бригада генерала Менье получила приказание атаковать его с фронта; дивизиям Мутона и Мерля, которые должны были следовать на флангах бригады Менье, приказано было поддерживать её атаку; гвардия составляла резерв.
Испанцы встретили атаку Менье пушечными и ружейными залпами, но, сбитые на разных пунктах и теснимые слева конницей Лассаля, покинули позицию и стали отходить к лощине позади холмов. Видя поражение авангарда, Куэста ускорил марш главных сил, но когда одна из колонн подошла к северному холму, то нашла его уже занятым дивизией Мутона, почему он вынужден был расположиться частью на равнине, а частью на высотах позади оврага, против кавалерии Лассаля.
Между тем, Куэста начал атаку бригады Менье, занявшей южный холм. Испанцы стремительно врезались в ряды французской бригады и после ожесточённого боя отбросили её в равнину. Но успех их оказался непродолжительным; заметив большую брешь, образовавшийся между двумя испанскими линиями, Бессьер приказал: Мутону атаковать левый фланг вражеского расположения, дивизии Мерля — обрушиться на фронт Куэсты, а генералу д’Арманьяку — с тремя батальонами атаковать его правый фланг. Атака удалась блестяще, испанцы дрогнули и стали поспешно отходить; испанский отряд, расположенный на северном холме, видя поражение главных сил, поспешил отступить к реке Секко.

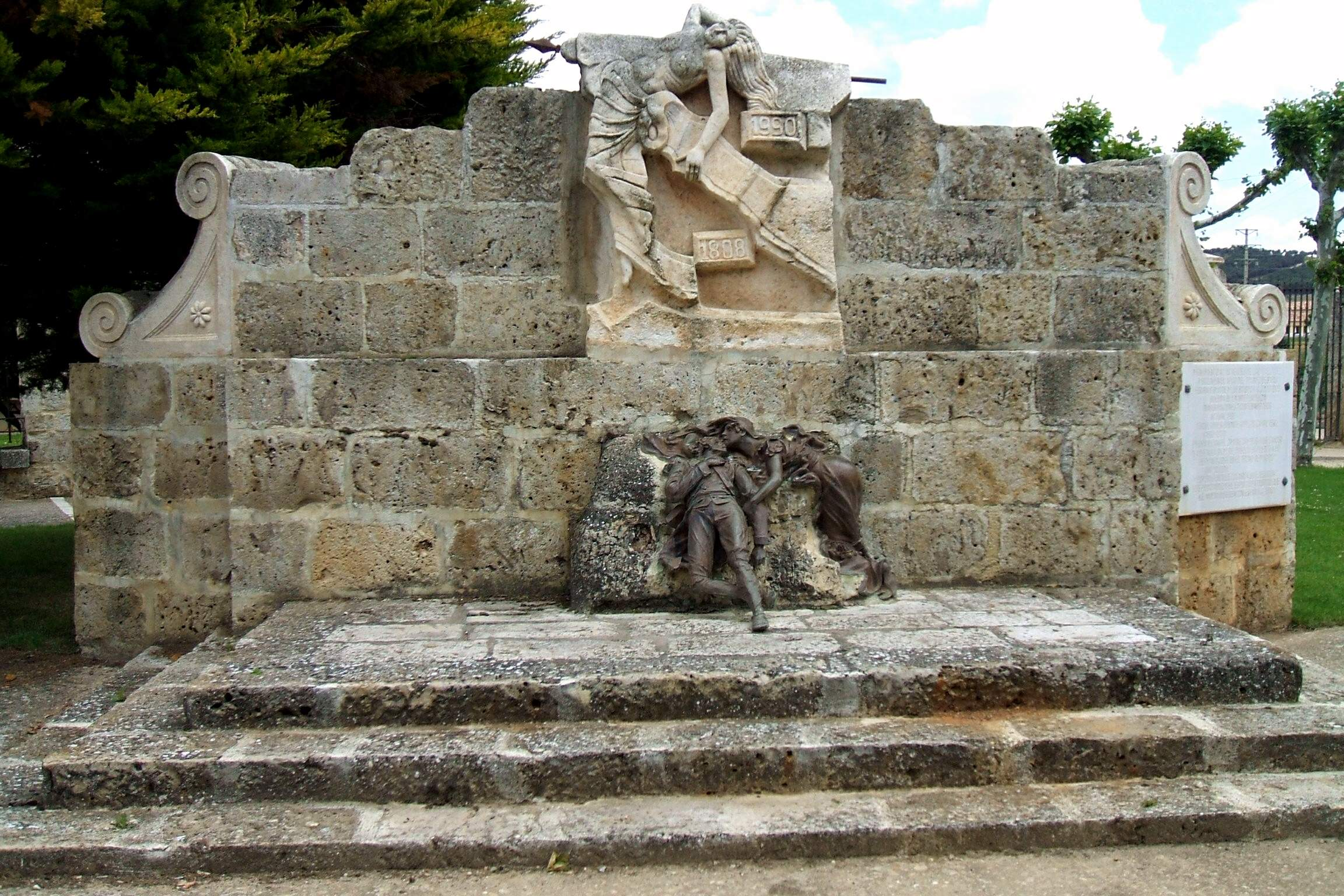
Памятник участникам сражения

Между тем, испанский авангард, опрокинутый бригадой Менье в самом начале боя, занял Медину-де-Риосеко и готовился упорно оборонять город, окружающие сады которого были заняты стрелками; несколько артиллерийских орудий были поставлены на высоте для обстрела подступов. Но Лассаль, за которым следовала дивизия Мутона, перейдя на другую сторону реки Секко, стал угрожать дорогам в Бенавенте, Агилар-де-Кампос и Вальдерас, чем вынудил защитников Медина-де-Риосеко оставить город и отступить к Вильяфречосу, после чего Мутон занял покинутый населённый пункт.
Согласно «Военной энциклопедии Ивана Сытина», французы потеряли 1100 убитыми и ранеными, испанцы — 1000 убитыми и ранеными, 3000 воинов попали в плен; по другим источникам потери французов составили 400—500 солдат убитыми и ранеными, испанцы же потеряли около 1000 человек и 1200 воинов были пленены.
В «ВЭС» утверждается, что победа французов «не доставила им существенных выгод».
Позднее, на месте, где произошла эта битва, был установлен памятник.